# Kościół Wniebowzięcia Marii Panny w Bańskiej Szczawnicy

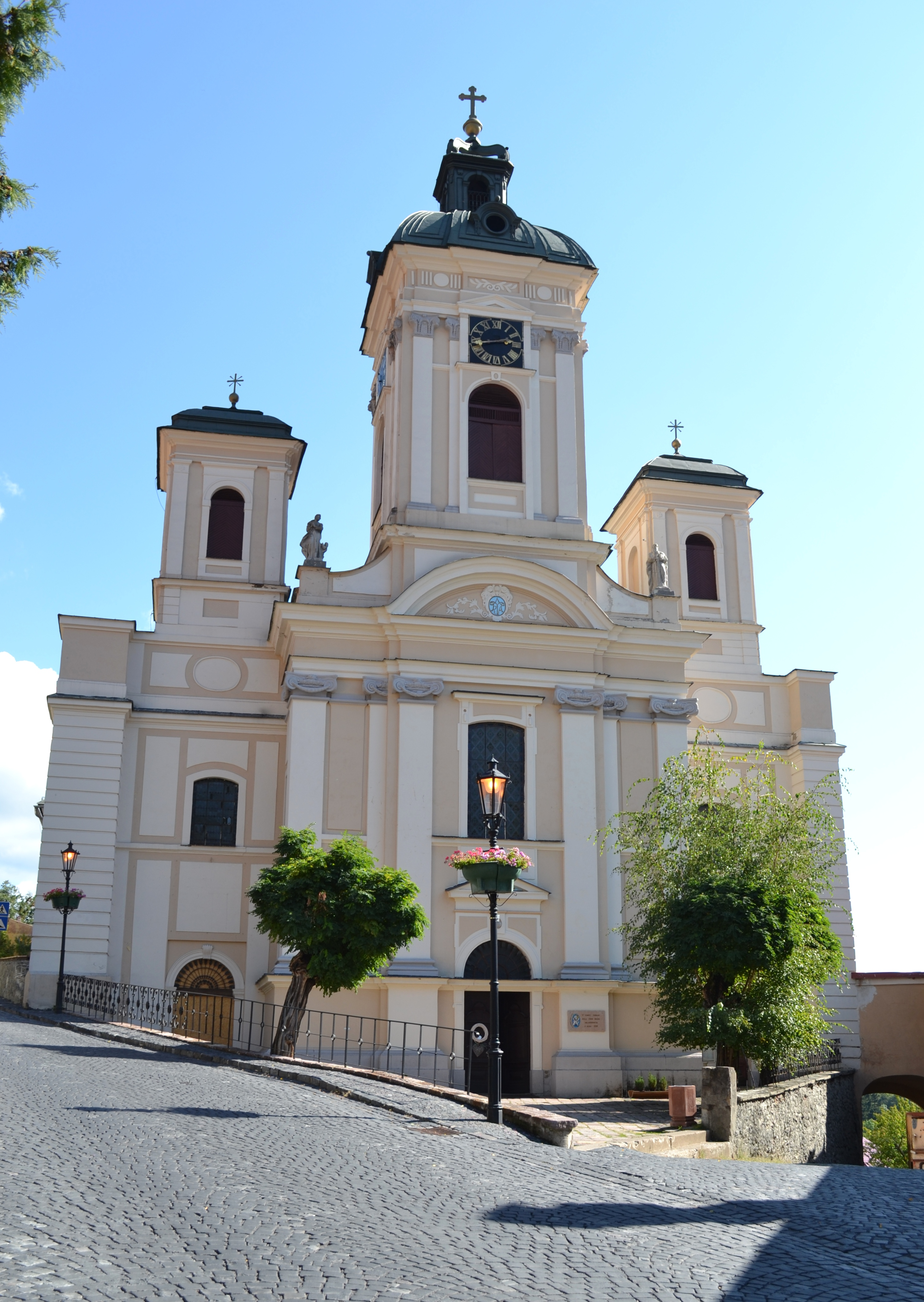
Kościół Wniebowzięcia MP w Bańskiej Szczawnicy

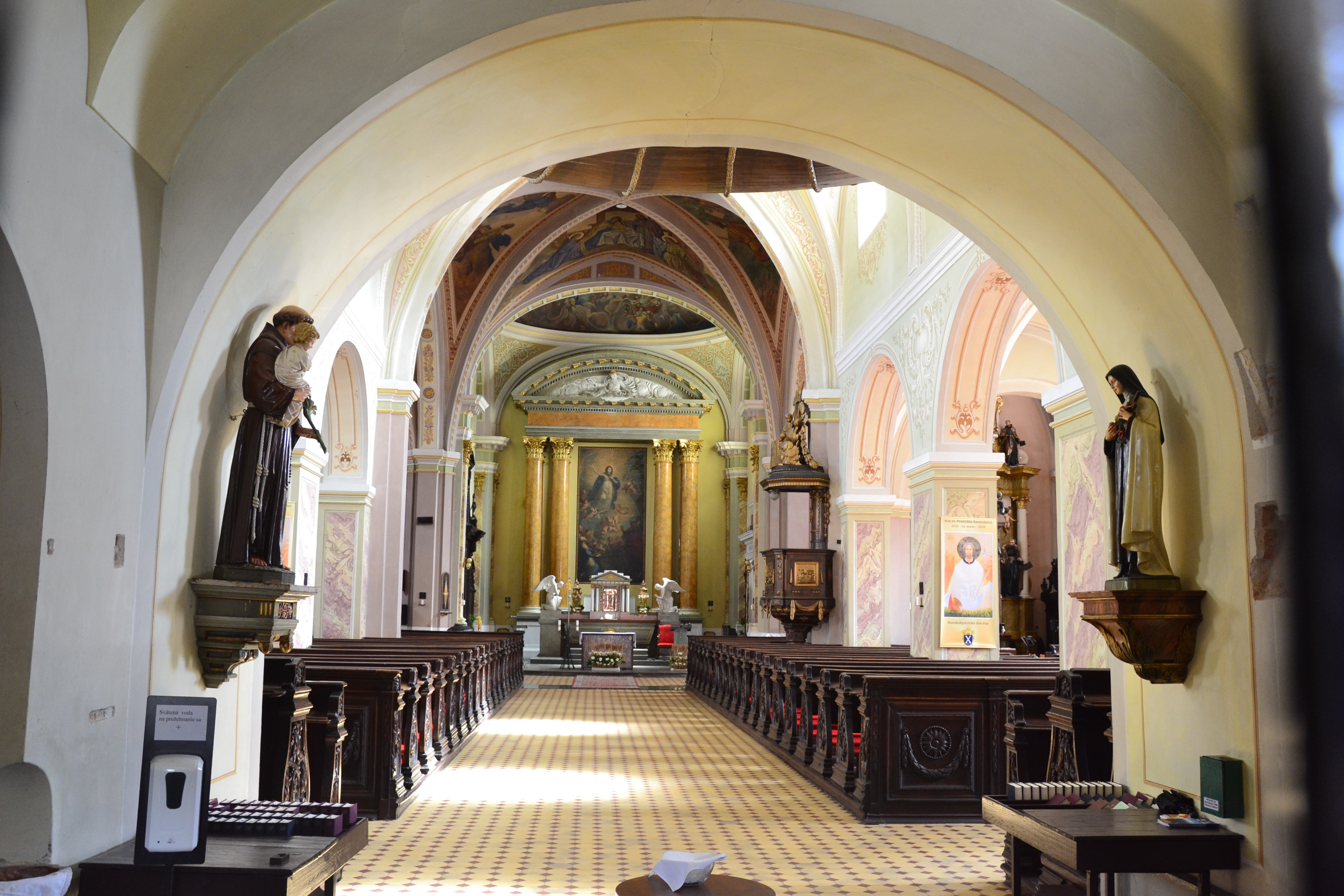
Widok na ołtarz główny

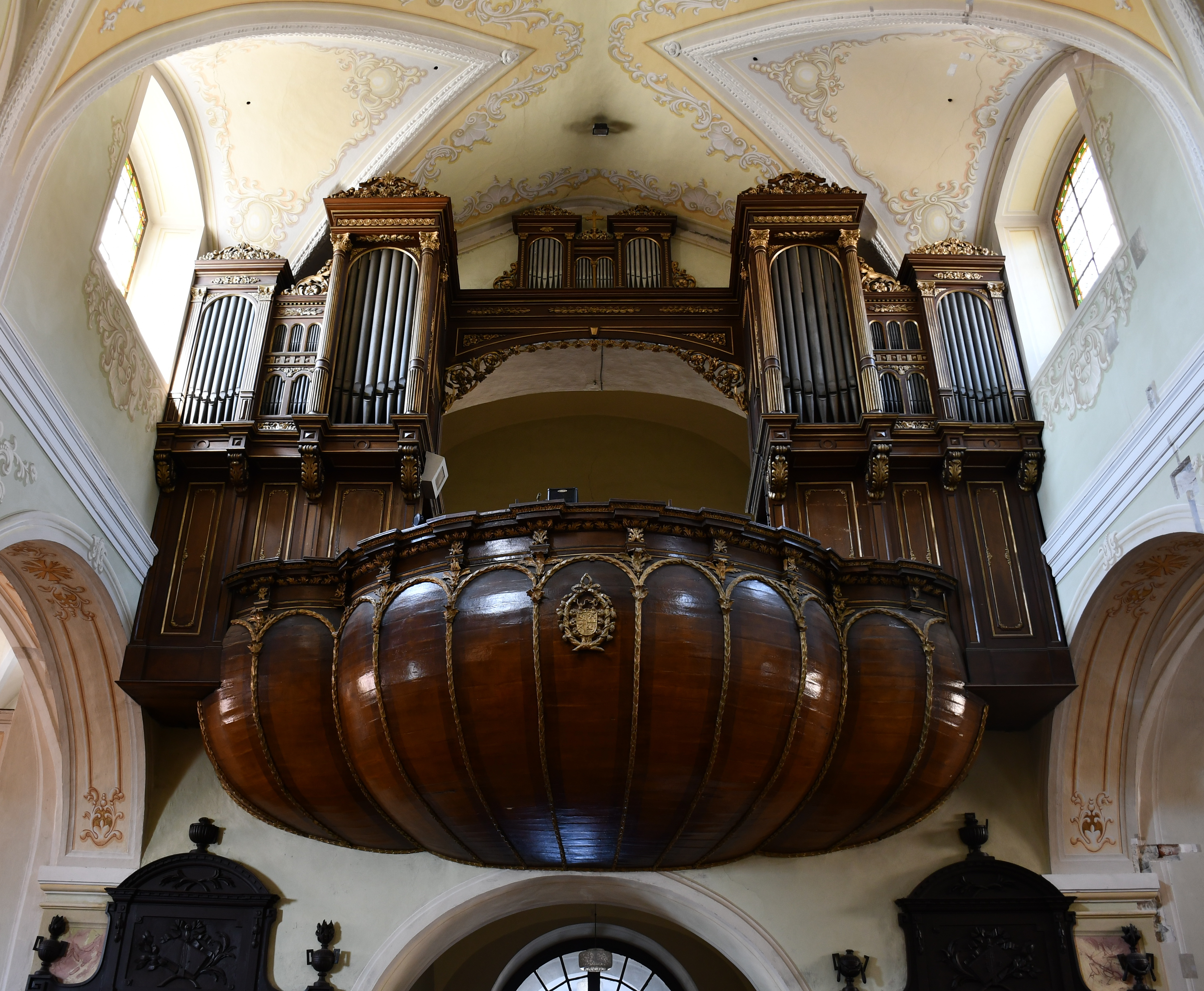
Barokowe organy

Kościół Wniebowzięcia Marii Panny (słow. Kostol Nanebovzatia Panny Márie) – jeden z dwóch najstarszych kościołów w Bańskiej Szczawnicy na Słowacji. Obecnie świątynia obrządku rzymskokatolickiego.

## Położenie
Kościół ten, nazywany również kościołem niemieckim (słow. nemecký kostol) lub farnym (słow. farský kostol), znajduje się w centrum miasta, w widłach ulic Akademickiej i J. Palarika, w pobliżu zabudowań Kammerhofu.

## Historia
Powstał w latach 30. XIII w. na skraju ówczesnej zabudowy miejskiej. Wzniesiony był pod wezwaniem św. Mikołaja, a posługiwali w nim dominikanie, którzy swój klasztor wybudowali tuż obok. Wkrótce jednak mnisi uciekli przed najazdem mongolskim, a do miasta wrócili dopiero w roku 1275, ponownie obejmując świątynię.
W latach 1575–1669 kościół należał do ewangelików, po których przejęli go jezuici. Z końcem XVII w. świątynia zyskała nowe wezwanie (łac. titulus) Wniebowzięcia Marii Panny z świętem parafialnym 15 sierpnia. Jezuici zarządzali nią do 1773 r., kiedy to zlikwidowano zakon. W 1776 r. kościół przeszedł w ręce świeckiego duchowieństwa i stał się głównym kościołem parafialnym miasta.

## Przemiany architektoniczne
Pierwotnie romańska, trójnawowa bazylika z transeptem z lat 30. XIII w., nakryta płaskim dachem. Kwadratowe prezbiterium zamknięte było wieloboczną apsydą, a nawy boczne apsydami półkolistymi. W wieży nad prezbiterium znajdowały się dzwony. W następnych wiekach kościół przeszedł kilka znaczących przebudów. Już pod koniec XV w. został przebudowany w stylu gotyckim. Podczas pożaru, spowodowanego przez kuruców Emeryka Thököly'ego w 1679 r., spłonął dach kościoła, a zerwane z zawiesi i rozpalone do czerwoności dzwony przebiły się przez sklepienie do wnętrza prezbiterium, wskutek czego spłonął również ołtarz główny. Jezuici szybko odbudowali świątynię, a następnie jeszcze kilkakrotnie przeprowadzili większe zmiany w jej wyglądzie. M.in. skróceniu uległo dawne romańskie prezbiterium, a w 1734 r. jezuici zburzyli południowo-zachodnią apsydę i zbudowali na jej miejscu zakrystię, zaś pod nią i pod częścią kościoła wybudowali kryptę, która stała się miejscem pochówków zasłużonych dla miasta osób. W latach 1757–1758 miała miejsce kolejna przebudowa kościoła, w ramach której otrzymał on nową, barokową fasadę, zwieńczoną trzema wieżami.
Po pożarze w 1806 r. został odbudowany według projektu wiedeńskiego nadwornego architekta J. I. Thalera. Wtedy kościół otrzymał nowe wnętrze wraz z ołtarzem głównym oraz dzisiejszy klasycystyczny charakter. Gruntowniejszy remont kościoła (m.in. wymiana pokrycia dachu) miał miejsce w l. 70. XX w. Mimo licznych przebudów kościół zachował swój romański plan, zachowały się również niektóre oryginalne fragmenty murów.
Z kościołem krytym gankiem połączony jest renesansowy dom z połowy XVI w. Należał on pierwotnie do rodziny Gerambów. Na urząd parafialny został zaadaptowany w latach 80. XVIII w. Z tego okresu pochodzi również jego późnobarokowy portal.
Dawny budynek klasztorny ze względu na zły stan techniczny został rozebrany na początku XX w. Do naszych czasów dotrwał jedynie fragment muru traktu przylegającego do ulicy Akademickiej z gotyckimi otworami okiennymi.

## Wyposażenie
Wyposażenie wnętrza w większości z XVIII-XIX w. Ołtarz główny z roku 1811, w nim obraz z 1809 r. przedstawiający Wniebowzięcie Najświętszej Maryi Panny, autorstwa wiedeńskiego malarza Vincenta Fischera. Boczne ołtarze św. Franciszka Ksawerego i św. Ignacego Loyoli pochodzą z pierwszej połowy XVIII w. Zainstalowane w nich obrazy są dziełami J.G.D. Grosmaira z roku 1729. Obraz w klasycystycznym ołtarzu św. Józefa namalował Ferdinand Lütgendorff z Bratysławy. Obraz przedstawiający świętego jest dziełem Jozefa Czauczika z Lewoczy.
Organy barokowo-klasycystyczne z końca XVIII lub początku XIX w. Ambona klasycystyczna z końca XVIII w., usytuowana na pozostałościach gotyckiej podstawy. Chrzcielnica późnogotycka, z korpusem wykonanym z czerwonego marmuru i drewnianym przykryciem ozdobionym rzeźbą przedstawiająca chrzest Chrystusa. Późnobarokowe, trójdzielne konfesjonały pochodzą z drugiej połowy XVIII w. Są zdobione płaskorzeźbami o tematyce biblijnej. Stalle ozdobione są scenami, przedstawiającymi górników ze sztolni "Michał" ofiarujących swojemu patronowi, św. Michałowi, górnicze insygnia.
Okna z witrażami pochodzą z początków XX w. Freski na sklepieniu transeptu autorstwa J. Kerna z 1910 r.